# Tijjani Reijnders
Tijjani Martinus Jan Reijnders (* 29. Juli 1998 in Zwolle) ist ein niederländischer Fußballspieler. Der Mittelfeldspieler steht aktuell bei Manchester City unter Vertrag und ist Nationalspieler der Niederlande.

## Karriere

### Verein

#### PEC Zwolle
Im Sommer 2017 wechselte Reijnders aus der Jugendabteilung in die 1. Mannschaft von PEC Zwolle. Direkt am ersten Spieltag der Eredivisie im August 2017 gab er sein Profidebüt, als er beim 4:2-Heimsieg gegen die Roda JC Kerkrade in der 90. Spielminute für Erik Bakker eingewechselt wurde.

#### AZ Alkmaar
Kurz nach seinem Debüt wechselte Reijnders im August 2017 zum AZ Alkmaar. Reijnders kam bei seinem neuen Verein erstmals nur in der 2. Mannschaft, der Jong AZ in der zweitklassigen Eerste Divisie zum Einsatz. Sein Debüt für die 1. Mannschaft von Alkmaar absolvierte er am letzten Spieltag der Saison 2017/18 beim 6:0-Heimsieg gegen seinen ehemaligen Verein PEC Zwolle, als er in der 85. Spielminute für Fredrik Midtsjö eingewechselt wurde. Auch in den folgenden eineinhalb Jahren spielte er hauptsächlich bei Jong AZ und kam bei der 1. Mannschaft nur selten zu kurzen Einsätzen.
Leihe zur RKC Waalwijk
Im Januar 2020 wechselte Reijnders für den Rest der Spielzeit 2019/20 zur RKC Waalwijk. Dort war er auf Anhieb als Stammspieler gesetzt und gab sein Debüt nur wenige Tage nach seinem Transfer bei der 2:0-Niederlage gegen ADO Den Haag. Nach 8 Einsätzen endete die Leihe vorzeitig, da im März der Spielbetrieb in der Eredivisie wegen der COVID-19-Pandemie unterbrochen und im weiteren Verlauf auch abgebrochen werden musste.
In den folgenden drei Jahren nach der Leihe etablierte sich Reijnders immer mehr in der 1. Mannschaft von AZ Alkmaar und in der Spielzeit 2022/23 wurde er endgültig zu einem wichtigen Leistungsträger und Stammspieler. In der gleichen Saison erreichte er mit AZ Alkmaar das Halbfinale der UEFA Europa Conference League, welches man gegen den späteren Sieger West Ham United nach Hin- und Rückspiel nur knapp mit 1:3 verlor.

#### AC Mailand
Im Juli 2023 wechselte Reijnders nach Italien zur AC Mailand und unterschrieb dort einen Vertrag bis Sommer 2028. Bei Milan war der Niederländer von Beginn an in der Startelf gesetzt und absolvierte dadurch sein Debüt für die Italiener direkt am ersten Spieltag der Serie A im August 2023 beim 0:2-Auswärtssieg gegen den FC Bologna. Sein erstes Tor für die Italiener erzielte er Anfang November 2023 beim 2:2-Unentschieden gegen die US Lecce. In seinem ersten Jahr in Italien absolvierte er insgesamt 50 Pflichtspiele und gehörte damit zusammen mit Christian Pulisic zu den Spielern mit den meisten Einsätzen in dieser Spielzeit. Am 6. Januar 2025 gewann Reijnders mit den Rossoneri im Finale gegen Stadtrivale Inter Mailand den italienischen Superpokal. Zwei Monate später verlängerte er seinen Vertrag vorzeitig bis Sommer 2030. Individuell konnte Reijnders in seinem zweiten Jahr in Mailand die Werte der Vorsaison weiter verbessern. Er absolvierte 54 Pflichtspiele, in denen er 15 Tore erzielte. Am Ende der Saison 2024/25 wurde er zudem von der Liga Serie A zum Mittelfeldspieler der Saison ausgezeichnet. Für den Verein verlief die Spielzeit hingegen enttäuschend: In der Liga verpasste man die Qualifikation für einen europäischen Wettbewerb, und Mitte Mai 2025 unterlag man im Pokalfinale dem FC Bologna.

#### Manchester City
Mitte Juni 2025 wechselte Reijnders in die Premier League zu Manchester City und unterschrieb bei den Engländern einen Vertrag bis Sommer 2030. Bereits eine Woche später debütierte er für die Skyblues im Gruppenspiel der FIFA-Klub-Weltmeisterschaft 2025 gegen den marokkanischen Vertreter Wydad Casablanca. Bei dem Turnier schied Reijnders mit seiner Mannschaft überraschend bereits im Achtelfinale gegen al-Hilal aus. Sein Debüt in der Premier League gab er am 16. August 2025 beim 4:0-Auswärtssieg gegen die Wolverhampton Wanderers, bei dem er zugleich sein erstes Tor für seinen neuen Verein erzielte.

### Nationalmannschaft
In den Jahren 2018 und 2019 bestritt Reijnders drei Länderspiele für die niederländische U20-Auswahl. Dabei spielte er unter anderem auch in der U20 Elite League, welche die Niederlande gewinnen konnte.
Im Mai 2023 wurde Reijnders für die Vorbereitung zur Endrunde der UEFA Nations League von Nationaltrainer Ronald Koeman erstmals in die Nationalmannschaft der Niederlande einberufen. Letztlich erhielt er jedoch keinen Platz im endgültigen Kader. Sein Debüt in der A-Nationalmannschaft gab Reijnders im September 2023, als er im Freundschaftsspiel gegen Griechenland in der 65. Minute für Martin de Roon eingewechselt wurde. Sein erstes Länderspieltor erzielte er am 22. März 2024 in Amsterdam beim 4:0-Sieg im Testspiel gegen Schottland. Nach seinem Debüt für die Nationalmannschaft stand er in den folgenden Länderspielen immer auf dem Spielfeld und so gehörte er auch dem Kader für die Europameisterschaft 2024 in Deutschland an. Bei dem Turnier stand er bei allen Spielen in der Startelf und erreichte mit der Auswahlmannschaft das Halbfinale, welches England allerdings knapp mit 1:2 gewinnen konnte.

## Erfolge
- Sieger der U20 Elite League: 2018/19 (Niederlande U20)
- Italienischer Superpokalsieger: 2024 (AC Mailand)

Auszeichnungen
- Bester Mittelfeldspieler der Serie A: 2024/25

## Persönliches
Reijnders ist der Sohn des ehemaligen Profifußballers Martin Reijnders und der Bruder von Eliano Reijnders, welcher ebenfalls Profifußballer ist. Martin Reijnders benannte seinen Sohn Tijjani Reijnders nach dem ehemaligen nigerianischen Fußballspieler Tijani Babangida.